# Đớp ruồi cằm đen
Đớp ruồi cằm đen (tên khoa học: Niltava davidi) là một loài chim trong họ Muscicapidae.

## Tham khảo

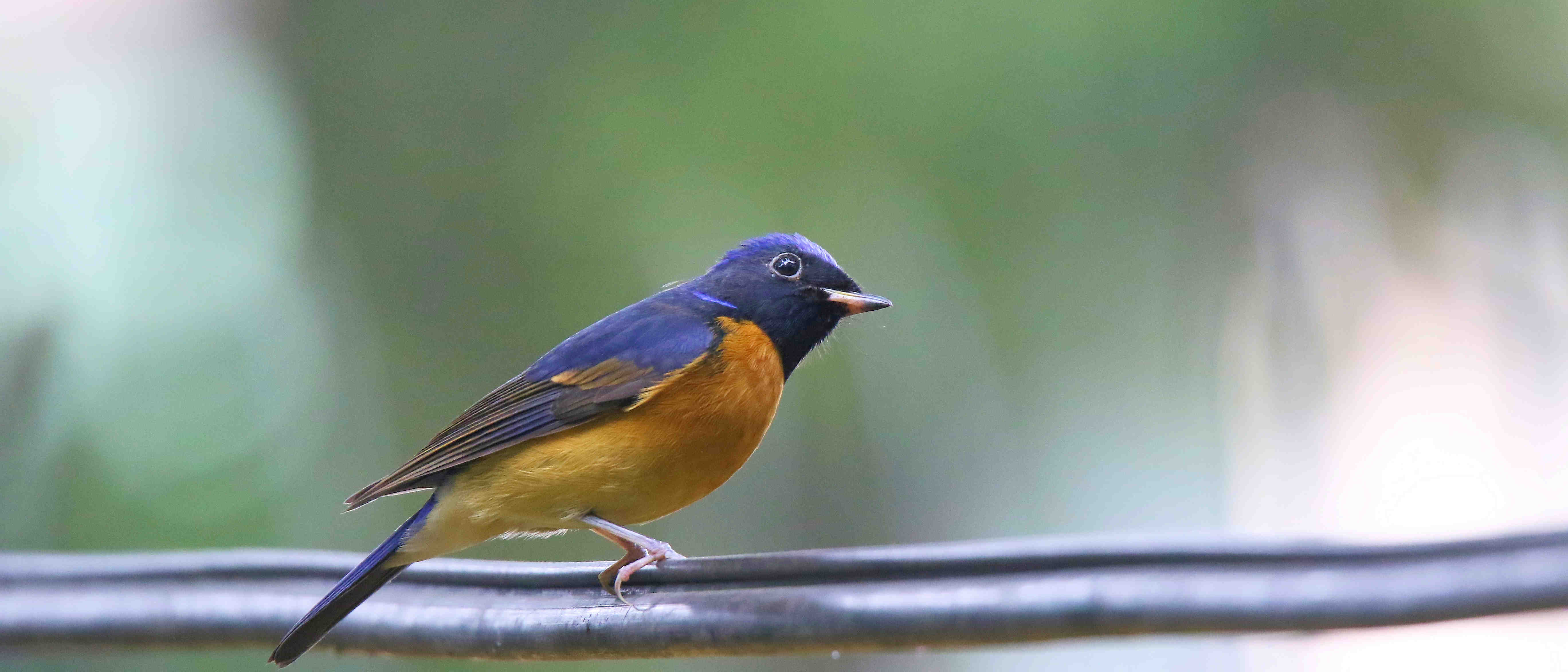
Đớp ruồi cằm đen

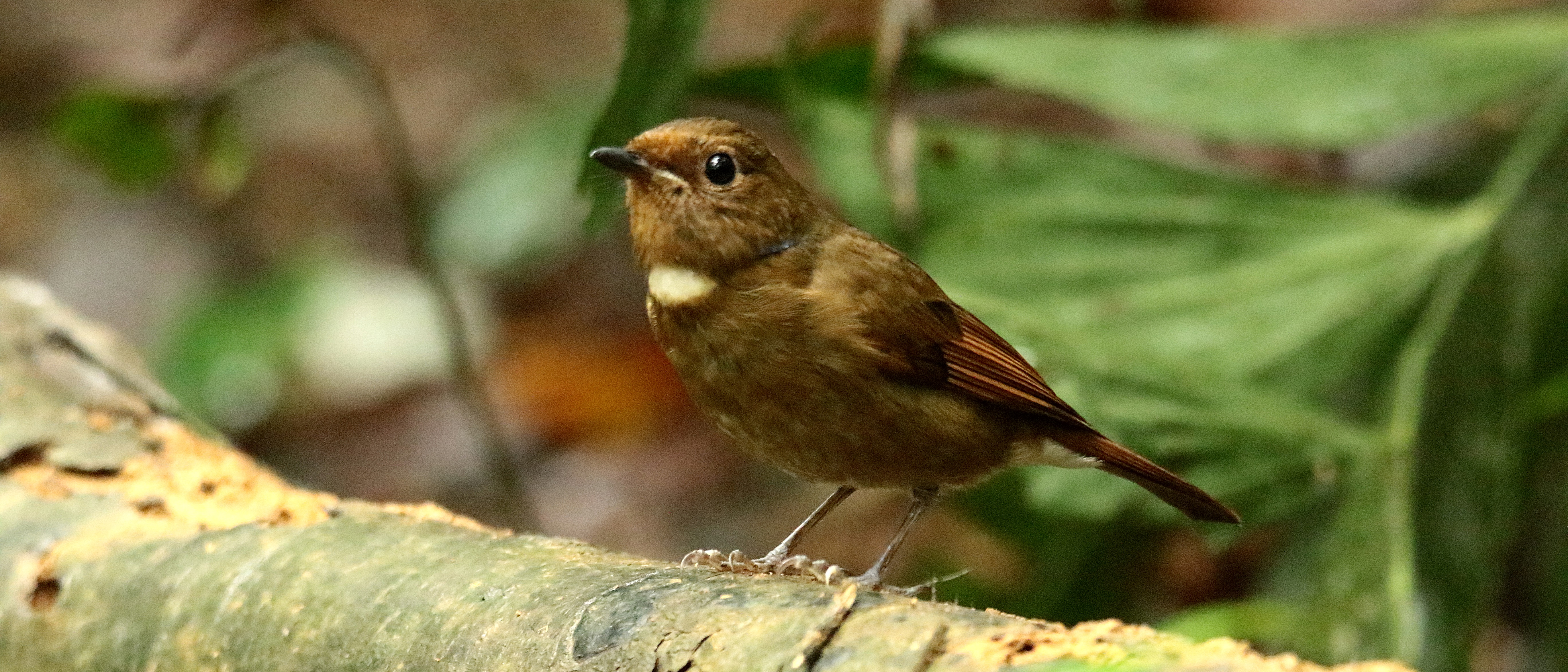
Chim mái